# Dorin Achim
Dorin Achim (n. 19 aprilie, 1959, Făgăraș, județul Brașov, România) este un muzician poli-instrumentist. Este trainer profesionist autorizat ANC - dezvoltare personală și spirituală prin muzică și președintele Asociației Resonance. Compune muzică ezoterică pentru meditații și pentru tratarea unor afecțiuni (gen muzical cunoscut și sub denumnirea de muzică ambientală). Folosește instrumente cu vibrații naturale (ca de exemplu chitara clasică, vioara, pianul, muzicuța, blockflute, fluierele, mandolina, tobele, bateria, cinelele, gongurile), alte accesorii (ca de exemplu bolurile și clopotele tibetane, diapazoane, monocordul), cât și vocea umană. Integrează în muzica sa sunete înregistrate din natură, ca de exemplu ciripitul păsărilor, vânt, clipocitul apei, valurile mării. De asemenea, utilizează instrumente electronice, ca de exemplu chitara electrică, orga electronică, sintetizatorul electronic, programe speciale de calculator care generează sunete speciale pentru sonoterapie, vocaloterapie, meloterapie, muzicoterapie. A creat primul curs de muzicoterapie bazat pe fenomenul de rezonanță. Mai este cunoscut ca scriitor în domeniul muzicii.

## Biografie
A început activitatea muzicală în 1969 în corul Școlii Generale nr.2 din orașul Făgăraș (actuala Școală Gimnazială Ovid Densușianu).
În 1970 este prezent în ansamblul de muzicuțe. În 1974, odată cu începerea Liceului Industrial din Făgăraș (actualul Liceu Tehnic Aurel Vijoli), începe studiul chitarei clasice. Acum începe seria cumpozițiilor (mai întâi studii de chitară clasică).
Susține o activitate muzicală intensă prin spectacole. Cântă la chitară clasică și muzică folk. În plus, formează un grup vocal - instrumental (folk-rock) cântând la chitară bas, la spectacole gen „Cântarea României” până la terminarea liceului.
În 1978-1980 participă la toate activitățile muzicale organizate de U.M. 01041, fiind militar în termen, obținând diferite premii.
După satisfacerea stagiului militar (1980) susține mini-concerte prezentându-și compozițiile la chitară clasică în Cenaclul Excelsior al Casei de Cultură Făgăraș.
În 1983 primește diploma de participare la primul Festival de chitară clasică de la Sinaia (26 - 29 Mai), România.
În 1984 înființează formația vocal instrumental Trafic  și susține numeroase concerte, în special la Casa de Cultură Făgăraș, pe care a reprezentat-o și în alte localități, în cadrul Cenaclului Excelsior.
In 1992 înființează grupul vocal instrumental Hazard . Din acest grup se reface formația Trafic. Participă împreună cu formația Trafic la concerte și concursuri de muzică rock, prezentând compozițiile grupului. Au loc primele înregistrări ale formației la Radiodifuziunea Română. Mai multe compoziții muzicale intră în topuri de frunte, fiind difuzate la posturile de radio din România. A participat la aranjamentul orchestral, la câteva din piesele primului LP al formației, apărut la Vivo Prodcom S.R.L. din București, în anul 1993. A participat, ca invitat, la aniversarea a 20 de ani Trafic. In 2017 a participat la interviul "Trafic - o legendă a Făgărașului".  
Din 1994 începe cariera solistică.
În perioada 1995 - 2007 începe un proiect de mare anvergură, care continuă și în prezent: Curs de Muzicoterapie. În cadrul cursului, la partea pratică se studiază metode și tehnici naturale, fără efecte secundare de tratament și vindecare spirituală prin sonoterapie (sunete), meloterapie (melodii), vocaloterapie (vocale), muzicoterapie (suma lor).
Începânad cu anul 2008 deschide Cursuri practice de Muzicoterapie în țară și străinătate.

## Carți
În 1995 publică cartea Chitara fără profesor-metodă de chitară pentru începători la editura Tehnică.
Redactează cartea Chitara bas fără profesor-metodă de chitară bas pentru începători, nepublicată încă.
În 2001 publică cartea Muzica malefică și muzica benefică la editura Satya Sai.

## Albume
Casete audio:
- 1994 - Exemplificări
- 1994 - Centri de Forță 1
- 1994 - Centri de Forță 2
- 1994 - Centri de Forță 3
- 1994 - Centri de Forță 4
- 1994 - The Five Elements
- 1994 - The Ten Great Cosmic Power 1
- 1994 - The Ten Great Cosmic Power 2
- 1994 - The Ten Great Cosmic Power 3
- 1994 - The Ten Great Cosmic Power 4
- 1994 - The Ten Great Cosmic Power 5
- 1994 - Anxietate, Psihastenie
- 1994 - Dureri de cap
- 1994 - Surmenaj, Stres, Nervozitate, Astenie, Nevroză
- 1994 - Insuficiență cardiacă, Palpitații, Aritmie
- 1994 - Iubire
- 1994 - Scânteia Divină
- 1994 - Shiva – Shakti îndrăgostiți
- 1994 - Triunghiul tainic al inimii
- 1994 - Transcendance

Compune exemplificările audio si video din acest curs.
CD-uri:
- 1994 - Transcendance
- 1996 - Tratamente
- 2002 - The Ten Great Cosmic Power(vol. I)
- 2002 - The Ten Great Cosmic Power(vol. II)
- 2002 - The Ten Great Cosmic Power(vol. III)
- 2002 - Emisferele Cerebrale
- 2003 - Centri De Forță (1-83)
- 2003 - Centri De Forță (84-165)
- 2003 - Centri De Forță (166-247)
- 2003 - Centri De Forță (248-329)
- 2003 - Centri De Forță (330-370)
- 2003 - The Five Elements
- 2007 - Jocul Elementelor (1-29)
- 2007 - Jocul Elementelor (30-99)
- 2007 - Vocalele (vol I)
- 2007 - Vocalele (vol II)
- 2007 - Vocalele (vol III)
- 2007 - Vocalele (vol IV)
- 2007 - Vocalele (vol V)
- 2007 - Yoga Nidra
- 2008 - Bowls,Crystals,Gongs
- 2008 - Overtone
- 2008 - Mantra AUM
- 2009 - Cele Cinci Acțiuni (vol.I)
- 2009 - Cele Cinci Acțiuni (vol.II)
- 2009 - Pulsul Macrocosmic
- 2010 - Vortexuri
- 2010 - The Relaxation
- 2010 - Crearea Vortexurile adaptată în muzică
- 2010 - Crearea Vortexurilor la nivelul lui Yoni Chakra
- 2011 - Frecvențele complete ale sunetelor muzicale (001-060)
- 2011 - Frecvențele complete ale sunetelor muzicale (061-121)
- 2011 - Cele 12 Zodii (vol.I)
- 2011 - Cele 12 Zodii (vol.II)
- 2011 - Cele 12 Zodii (vol.III)
- 2011 - Cele 12 Zodii (vol.IV)
- 2011 - Cele 12 Zodii (vol.V)
- 2011 - Cele 12 Zodii (vol.VI)
- 2012 - Zilele Săptămânii (vol.I)
- 2012 - Zilele Săptămânii (vol.II)
- 2012 - Zilele Săptămânii (vol.III)
- 2012 - Zilele Săptămânii (vol.IV)
- 2012 - Zilele Săptămânii (vol.V)
- 2013 - Sephiroth
- 2015 - Continența, Transmutarea și Sublimarea
- 2016 - Suspendarea M
- 2016 - Continența
- 2016 - Controlul Gândurilor în 3 Etape
- 2016 - Reușita Deplină
- 2016 - Terapia Spirituală prin Sunete din natură
- 2017 - Balancing YIN-YANG
- 2018 - Hormones Rebalancing For Woman
- 2018 - Hormones Rebalancing For Males
- 2020 - Activarea Nervului Vag
- 2020 - Întărirea Sistemului Imunitar
- 2020 - Activarea Glandei Timus
- 2020 - Activarea Glandei Tiroide
- 2021 - Crystal Bowl Sounds Therapy
- 2022 - Boost Your Colon for Woman
- 2022 - Boost Your Ovaries Gland for Woman
- 2022 - Boost Your Adrenals Gland for Woman
- 2022 - Boost Your Thymus Gland for Woman
- 2022 - Boost Your Thyroid Gland for Woman
- 2022 - Boost Your Pituitary Gland for Woman
- 2022 - Boost Your Pineal Gland for Woman
- 2022 -  Boost Your Colon for Man
- 2022 - Boost Your Testicles Gland for Man
- 2022 - Boost Your Adrenals Gland for Man
- 2022 - Boost Your Thymus Gland for Man
- 2022 - Boost Your Thyroid Gland for Man
- 2022 - Boost Your Pituitary Gland for Man
- 2022 - Boost Your Pineal Gland for Man

DVD-uri:
- 2010 - The Five Elements (vol.I)
- 2010 - The Five Elements (vol.II)
- 2010 - Muzica ezoterică
- 2011 - Cele 12 Zodii
- 2012 - The Weekdays (vol.I)
- 2012 - Thee Weekdays (vol.II)
- 2012 - The Planets (vol.I)
- 2012 - The Planets (vol.II)
- 2012 - The Hours (vol.I)
- 2012 - The Hours (vol.II)
- 2012 - The Hours (vol.III)
- 2012 - The Hours (vol.IV)
- 2012 - The Hours (vol.V)
- 2012 - The Hours (vol.VI)
- 2012 - The Hours (vol.VII)
- 2013 - Integrarea Spirituală
- 2013 - Numbers (vol.I)
- 2013 - Numbers (vol.II)
- 2013 - Numbers (vol.III)
- 2013 - Numbers (vol.IV)
- 2013 - Numbers (vol.V)
- 2013 - Numbers (vol.VI)
- 2013 - Numbers (vol.VII)
- 2013 - Hymns
- 2013 - Inspirația muzicală Divină
- 2013 - Inspirația Divină în pictură
- 2014 - Inspirația Divină (Muladhara Chakra)
- 2014 - Inspirația Divină (Muladhara Chakra - Completare 1)
- 2014 - Inspirația Divină (Muladhara Chakra - Completare 2)
- 2014 - Inspirația Divină (Muladhara Chakra - Completare 3)
- 2014 - Inspirația Divină (Swadisthana Chakra)
- 2014 - Inspirația Divină (Swadisthana Chakra - Completare 1)
- 2014 - Inspirația Divină (Swadisthana Chakra Completare 2)
- 2014 - Inspirația Divină (Swadisthana Chakra - Completare 3)
- 2014 - Inspirația Divină (Manipura Chakra)
- 2014 - Inspirația Divină (Manipura Chakra - Completare 1)
- 2014 - Inspirația Divină (Manipura Chakra - Completare 2)
- 2014 - Inspirația Divină (Manipura Chakra - Completare 3)
- 2014 - Inspirația Divină (Anahata Chakra)
- 2014 - Inspirația Divină (Anahata Chakra - Completare 1)
- 2014 - Inspirația Divină (Anahata Chakra - Completare 2)
- 2014 - Inspirația Divină (Anahata Chakra - Completare 3)
- 2014 - Inspirația Divină (Vishuddha Chakra)
- 2014 - Inspirația Divină (Vishuddha Chakra - Completare 1)
- 2014 - Inspirația Divină (Vishuddha Chakra - Completare 2)
- 2014 - Inspirația Divină (Vishuddha Chakra - Completare 3)
- 2014 - Inspirația Divină (Ajna Chakra)
- 2014 - Inspirația Divină (Ajna Chakra - Completare 1)
- 2014 - Inspirația Divină (Ajna Chakra - Completare 2)
- 2014 - Inspirația Divină (Ajna Chakra - Completare 3)
- 2014 - Inspirația Divină (Sahasrara)
- 2014 - Inspirația Divină (Sahasrara - Completare 1)
- 2014 - Inspirația Divină (Sahasrara - Completare 2)
- 2014 - Inspirația Divină (Sahasrara - Completare 3)
- 2014 - Inspirația Divină (Casa)
- 2014 - Inspirația Divină (Imaginația Creatoare)
- 2014 - Inspirația Divină (Voința)
- 2014 - Inspirația Divină (Iubirea)
- 2014 - Inspirația Divină (Glanda Tiroidă)
- 2014 - Inspirația Divină (Galben Auriu)
- 2014 - Inspirația Divină (Înțelepciunea)
- 2015 - Tree Of Life - Sephirot
- 2015 - Tree Of Life - Malkuth
- 2015 - Tree Of Life - Yesod
- 2015 - Tree Of Life - Hod
- 2015 - Tree Of Life - Netzach
- 2015 - Tree Of Life - Tiphareth
- 2015 - Tree Of Life - Geburah
- 2015 - Tree Of Life - Chesed
- 2015 - Tree Of Life - Binah
- 2015 - Tree Of Life - Chockmah
- 2015 - Tree Of Life - Kether
- 2015 - Tree Of Life - Da'ath
- 2015 - Tree Of Life
- 2016 - The Basic Key
- 2016 - Spiritual Therapy Through Music & Dance
- 2016 - Earth - Magic Of Sounds (The Earth Element in nature)
- 2016 - Water - Magic Of Sounds (The Water Element in nature)
- 2016 - Fire - Magic Of Sounds (The Fire Element in nature)
- 2016 - Wind - Magic Of Sounds (The Air Element in nature)
- 2020 - Anxiety
- 2020 - Asthenia
- 2020 - Neurosis
- 2020 - Headaches-Migraines
- 2020 - Overworking
- 2020 - Mental agitation
- 2020 - Heart failure-palpitation
- 2020 - High blood pressure
- 2020 - Depression
- 2020 - Sleeplessness
- 2020 - Boost your immune system
- 2020 - Activation of the Thymus Gland
- 2020 - Activation of the Thyroid Gland